# Sanna Ehdin
Sanna Oceania Ehdin, tidigare Sanna Oceania Anandala, Susanna Wiedswang och ursprungligen Annika Susanna Möller, född 23 februari 1961 i Burlövs församling i Malmöhus län, är en svensk författare och hälsodebattör. Som författare har hon även framträtt under namnet Sanna Ehdin Anandala parallellt med att hon bloggat och marknadsfört hälsoprodukter som Dr. Sanna Ehdin.

## Biografi
Ehdin har en bakgrund som forskare i immunologi. Hon disputerade 1988 vid Lunds universitet för filosofie doktorsexamen inom bioteknik med inriktning på immunteknologi, på en avhandling om tillverkning av monoklonala antikroppar.  Därefter fortsatte hon forskarkarriären, fortfarande inom immunologi, vid Scripps Research Institute i La Jolla, Kalifornien 1989–1992. I början av 90-talet markerade hon ett avbrott med uppväxten och föräldrarna genom att ta mormoderns efternamn.
Efter forskarkarriären var hon bland annat styrelseledamot i det börsnoterade företaget Biogaia år 1999–2003 och satt 2009–2011 i styrelsen för det First North-noterade Ellen AB. Hon var även aktiv som hälsoskribent för Dagens Industri mellan 1999 och 2003. Utöver det har hon varit verksam som föreläsare inom områdena alternativ och komplementär medicin. Under 2000-talet markerade Ehdin ytterligare livsförändringar genom att byta tilltalsnamn från Susanna till Sanna och genom att lägga till efternamnet Anandala (ungefär evig lycka). Först bara privat, men sedan även som författarnamn.

## Författarskap
Sedan 1991 har Ehdin bedrivit fristående studier inom ämnena självläkning och alternativmedicin. Hon har skrivit och publicerat femton böcker, av vilka den mest uppmärksammade är Den självläkande människan, som efter utgivningen 1999 kommit ut på tio språk och sålts i över 400 000 exemplar. Flera av hennes uppföljande böcker har också översatts till olika språk. Sammanlagt har hennes böcker sålts i närmare 800 000 exemplar. Böckerna har fokuserat på hälsa och välmående genom kostförändring eller förändrat tankemönster, men också behandlat skilda ämnen som gå vidare efter trauman och som i fallet med Guldburen leva som medberoende till en man som är sexmissbrukare.
Ehdin har kritiserat skolmedicinen eftersom hon anser att den underskattar kopplingen mellan individens mentala och fysiska tillstånd. Hon har istället förespråkat olika alternativa behandlingsformer, bland annat tillämpningar av energimedicin, kinesisk qi och hinduisk prana. Hon fick utstå kritik i det granskande radioprogrammet Kaliber efter att ha rekommenderat torrfasta och förklaringsmodeller till positiva effekter för metoden. Medicinsk expertis menade att rekommendationerna kunde leda till uttorkning med njurskador som följd och att inga positiva effekter fanns dokumenterade.
Ehdin har fått kritik för att ägna sig åt pseudovetenskap, bland annat av Föreningen Vetenskap och Folkbildning som år 2000 utsåg henne till Årets förvillare, vilket hon reagerade mot i en artikel i Läkartidningen.